# IC 3837
IC 3837 је спирална галаксија у сазвјежђу Береникина коса која се налази на листи објеката дубоког неба у Индекс каталогу.
Деклинација објекта је + 19° 43' 23" а ректасцензија 12h 51m 33,0s. Привидна величина (магнитуда) објекта IC 3837 износи 16,4 а фотографска магнитуда 17,2.